# Joan Subias i Galter
Joan Subias i Galter (Girona, 17 de juliol del 1897 - Barcelona, 22 de març del 1984) fou un historiador de l'art català.
Estudià a la Universitat de Barcelona assignatures de Ciències Exactes i de Química (1914-15) i a la de Saragossa de Filosofia i Lletres (1927-30).
L'any 1926 fou nomenat inspector dels serveis culturals de la província de Girona.
Ingressà al Servei de Catalogació de Monuments de Girona el 1927 i va ser, des 1929, assessor de la Comissió Protectora del Patrimoni Artístic Històric de la diòcesi de Girona. El 1930 esdevingué cap dels Serveis Culturals de la Diputació de Girona. Durant la guerra civil va tenir un paper important en el salvament del patrimoni artístic.
Fou, des 1956, catedràtic numerari d'Història de l'Art a l'Escola Superior de Belles Arts de Barcelona, després d'estar des del 1947 donant classes a l'Escola d'Arts i Oficis i a la mateixa de Belles Arts.
Fou membre numerari de la Reial Acadèmia Catalana de Belles Arts de Sant Jordi
La historiadora de l'art Pia Subias és neta seva.

## Algunes obres
- Les taules gòtiques de Castelló d'Empúries, Diputació de Girona, 1930.
- El arte popular en España, Seix & Barral, Barcelona 1948.
- El monestir de Sant Pere de Roda, Ariel, Barcelona 1948.
- Un siglo olvidado de pintura catalana, 1750-1850, Amics dels Museus, Barcelona 1951.
- Historia de la pintura hispánica. De la prehistoria a Goya, Aedos, Barcelona 1962.